# 高松市立屋島西小学校
高松市立屋島西小学校（たかまつしりつ やしまにししょうがっこう）は、香川県高松市屋島西町にある公立小学校。

## 概要
高松市の東部、屋島地区の西部に位置している。周辺は戦後高松市のベッドタウンとして人口が急増し、校区は屋島小学校から分割されたものである。周辺は屋島の西側山麓に広がる半島丘陵状の地区で、塩田の埋め立て地を含めて東西1km、南北5kmの範囲である。

## 学校データ
- 児童数：644人（2009年度[2]）
- 児童愛称：西っ子

学校施設（2008年5月1日時点）
- 普通教室：27教室
- 特別教室：10教室
- 校舎面積：5768m2
- 体育館面積：933m2

服装規定
- 制服：あり（通年必用）
- 防寒着：なし

## 歴史

### 年表
- 1983年（昭和58年）4月1日 - 開校。校区を屋島小学校区から分割。
- 1984年（昭和59年）3月3日 - 校歌制定。

### 全校児童数の推移
屋島西小学校の児童数は年々減少している。
- 1999年度：850人
- 2000年度：807人（-43人）
- 2001年度：807人（0人）
- 2002年度：820人（+13人）
- 2003年度：809人（-11人）
- 2004年度：768人（-41人）
- 2005年度：781人（+13人）
- 2006年度：756人（-25人）
- 2007年度：691人（-65人）
- 2008年度：657人（-34人）
- 2009年度：644人（-13人）

## 教育目標
- 明るく素直で思い合う心をもち、主体的に実践する、心身ともにたくましい児童を育成する。

児童像

やってみよう
にげずあきらめず
しんじよう　自分の力　みんなの力
（2025年度）
通学区域
通学区域は高松市屋島地区の一部。開校前のこの地域は屋島小学校区であった。なお、1962年までは同校の浦生分校があった。
- 高松市
  - 屋島西町11番地～815番地、2121番地～2254番地、2263番地、2264番地、2267番地～2325番地、2420番地、2421番地、2444番地～2566番地

## 進学先中学校
- 高松市立屋島中学校

## 校区内の主な施設
- 瀬戸大橋通り（さぬき浜街道）
- 屋島第一健康ランド - 新型コロナウイルス感染症に伴う長期休業を経て、営業再開しないまま2021年閉館。

## 交通
- ことでんバス屋島大橋線（健康ランド行き） 屋島西小学校バス停より徒歩1分[1]